# Château de Romefort (Indre)
Ne doit pas être confondu avec Château de Romefort ou Château de Romefort (Puyrolland).
Le château de Romefort est un ancien château fort, de la fin du XIIe siècle, plusieurs fois remanié, qui se dresse sur la commune française de Ciron dans le département de l'Indre, en région Centre-Val de Loire.
Au titre des monuments historiques ; les défenses du donjon, les courtines ouest et nord-ouest reliant le donjon au corps de logis, ainsi que leurs tours de flanquement, les façades et toitures du corps de logis, les façades et toiture de la tour semi-circulaire nord-ouest, les façades et toiture de la tour carrée nord-est, les vestiges de l'enceinte sud du château, à savoir : façades et toitures des deux tours de l'ancienne entrée, façades et toitures des corps de bâtiments jouxtant ces tours, vestiges de la courtine sud-ouest flanquée d'une tour semi-circulaire font l'objet d'une inscription par arrêté du 18 février 1993 ; le donjon du château et le moulin avec son mécanisme font l'objet d'un classement par arrêté du 2 septembre 1994.

## Localisation
Le château de Romefort est situé, sur la rive gauche de la Creuse, au lieu-dit éponyme, à 900 mètres au sud-est de l'église du bourg. Il contrôlait à l'origine un gué sur la rivière.

## Historique

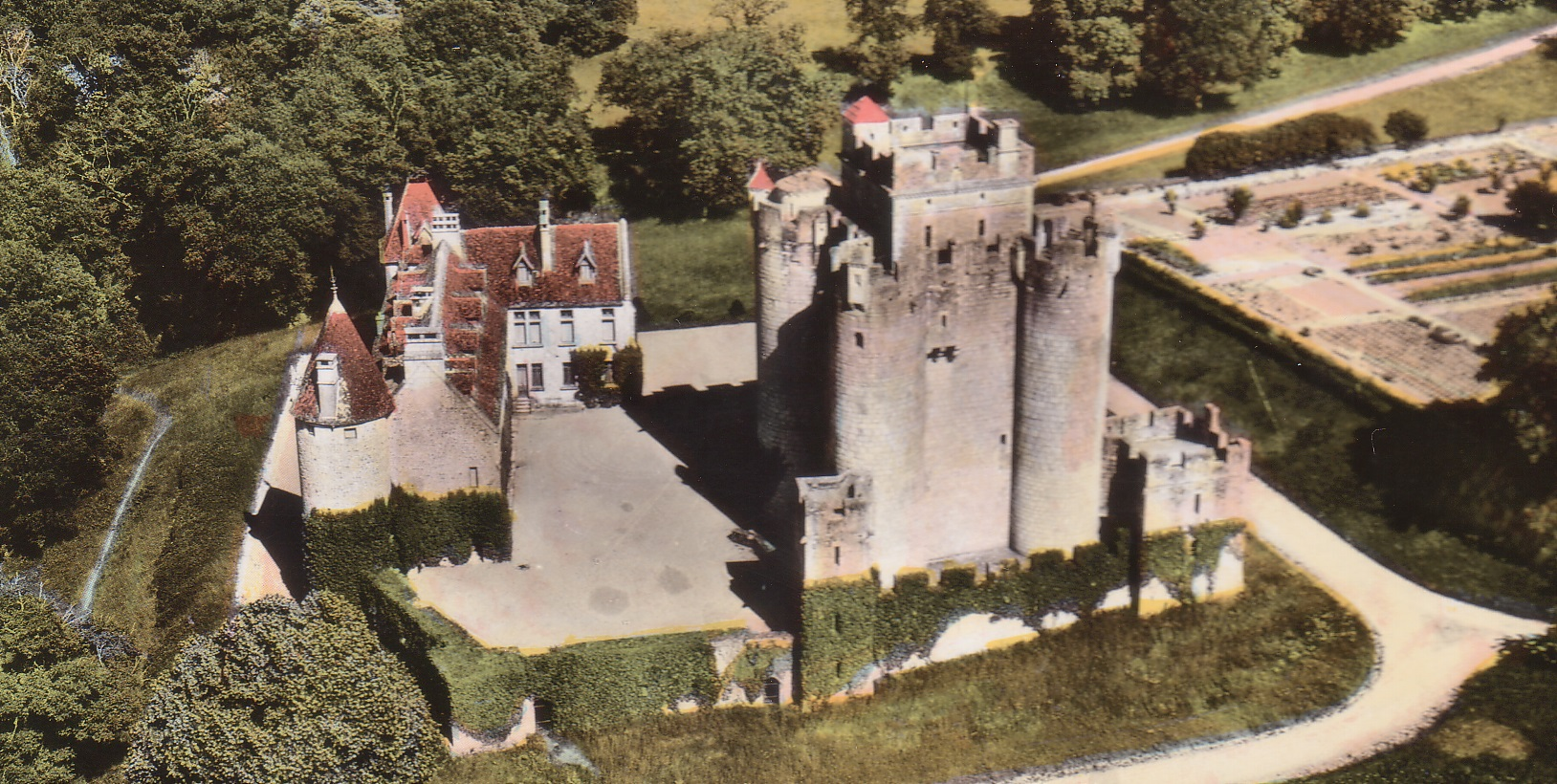
Donjon du château Romefort-sur-Creuse propriété de Marie de Segondat et de Jean d'Harambure.

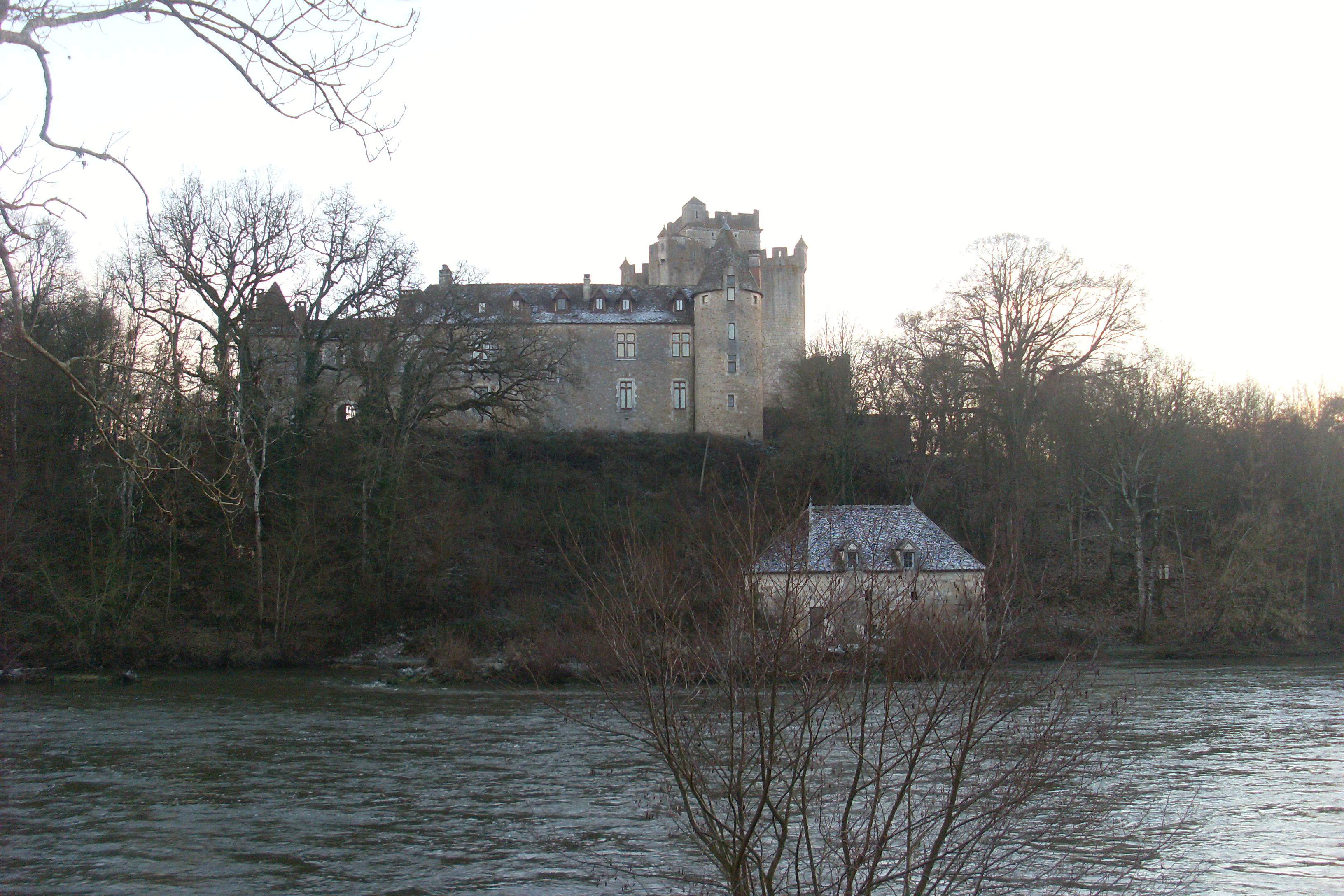
Le château vu de l'autre rive de la Creuse.

Le donjon est construit entre 1180 et 1190. Il apparaît en 1182 avec Gaudin de Romefort.
De 1309 à 1452, il est possession des Culant. Georges de Sully en fait l'acquisition en 1452 mais l'indivision entre ses enfants est le prélude à son abandon. Romefort est alors acheté le 10 avril 1548 par Pierre de Segondat, général des finances de Guyenne. Une querelle éclate avec la famille de Sully qui avait fermé la moitié de la propriété. C'est son gendre, Jean d'Harambure dit « le borgne », qui obtient raison le 18 novembre 1597. En effet celui-ci épouse sa fille Marie de Segondat et devient seigneur de Romefort pour la totalité du domaine. Il exerce une gestion active et multiplie les acquisitions diverses pour agrandir le domaine. Son fils Jean d'Harambure, à la tête d'une fortune considérable grâce à son épouse Marie Tallemant (cousine de Gédéon Tallemant des Réaux), poursuit cette gestion active. Il est tué en Italie au combat de la Route en 1640 et c'est son frère Henri d'Harambure qui lui succède dans ses fiefs. Ceux-ci sont partagés entre ses six enfants.
La révocation de l'édit de Nantes et ses conséquences amènent les descendants du fameux « Borgne », restés protestants, à se réfugier à Preuilly-sur-Claise et à abandonner Romefort. Il s'ensuit une série de procès qui ne se terminent qu'après un dédommagement de Jean Samuel, marquis d'Harambure et gouverneur de Poitiers.
Romefort est ensuite entre les mains des marquis de Belabre jusqu'à la Révolution qui marque la disparition de la seigneurie et le morcellement des terres. Le château est ensuite acquis par la famille de Bondy et se trouve maintenant dans sa descendance.
Le château de Romefort est restauré entre 1872 et 1877 dans le « style troubadour » sous la direction d'Alexandre Arveuf-Fransquin, élève de Questel. Le corps de logis situé entre une tour ronde du XVe siècle et une tour carrée du XVIIe siècle est remanié en 1921. Le père de Foucauld est converti dans ce château par la comtesse de Bondy.

## Description
Le logis, haut de 30 mètres est bâti sur un plan quadrangulaire, flanquée de quatre tours d'angle et ceints de douze bretèches, qui regroupe en un seul édifice, la résidence seigneuriale et les éléments de défenses.